# تورم سلي
التورم السلي هو مظهر من المظاهر السريرية لمرض السل، وهو عبارة عن جمع الدرنات في كتلة واحدة، وهكذا يمكن أن يحاكي الأورام السرطانية من أنواع عديدة في دراسات التصوير الطبي. وبما أن هذه تطورات معقدة، قد يحتوي السل السلبي بداخله تكلسات. 

## السبب
مع مرور الوقت المتفطرة السلية يمكن أن تتحول إلى بلورات من الكالسيوم. يمكن أن تؤثر على أي جهاز مثل الدماغ والأمعاء  والمبايض [5][5] والثدي[7][7]  والرئتين[10][10] والمريء والكبد والبنكرياس والعظام  وغيرها الكثير. 

## التشخيص

### التشخيص التفريقي
المؤشرات النسيجية والسريرية، وكذلك علامات الورم مثل CA-125، متشابهة، فإنه غالبا ما يكون من الصعب تفريق السلية من السرطان. لهذه الأسباب، ينبغي دائما النظر في مرض السل بواسطة التشخيص التفريقي للسرطان. 

## العلاج
عادةً ما يعالج مرض السل من خلال مجموعة الأدوية (إيزونيازيد، ريفامبين، بيرازيناميد، إيثامبوتول) يليها العلاج الوقائي. 